# Epsilon Reticuli
Epsilon Reticuli (ε Reticuli, förkortat Epsilon Ret, ε Ret) som är stjärnans Bayerbeteckning, är en dubbelstjärna belägen i den nordöstra delen av stjärnbilden Rombiska nätet. Den har en skenbar magnitud på 4,44 och är synlig för blotta ögat där ljusföroreningar ej förekommer. Baserat på parallaxmätning inom Hipparcosuppdraget på ca 54,8 mas, beräknas den befinna sig på ett avstånd på ca 59 ljusår (ca 18 parsek) från solen.

## Egenskaper
Primärstjärnan Epsilon Reticuli A är en röd till orange underjättestjärna av spektralklass K2 IV, vilket anger att fusionen av väte i dess kärna är på väg att upphöra varefter den kommer att expandera till en röd jätte. Den har en massa som är omkring 50 procent större än solens massa, en radie som är ca 3,2 gånger större än solens och utsänder från dess fotosfär ca 6 gånger mera energi än solen vid en effektiv temperatur på ca 5 000 K. Som typiskt för stjärnor med jätteplaneter, har den en hög metallicitet, med en överskott av järn som är 82% större än solens.
Sekundärstjärnan, Epsilon Reticuli B, är känd som en visuell följeslagare sedan 1930, och 2006 bekräftades den som en fysisk följeslagare på grundval av sin med primärstjärnan gemensam rörelse genom rymden.   Det noterades att dess färgindex inte är kompatibla med ett objekt i huvudserien, men överensstämmer med en vit dvärg. Detta bekräftades 2007 av spektroskopiska observationer, som visade ett absorptionsspektrum typiskt för en väterik vit dvärg (spektral typ DA).   Denna stjärna har en skenbar magnitud på 12,5 och är separerad med 13 bågsekunder, vilket motsvarar en separation på 240 AE och en omloppsperiod på mer än 2 700 år. 

## Planetsystem
År 2000 bekräftades en exoplanet, Epsilon Reticuli b, i bana kring primärstjärnan.    Med en minsta massa på 1,17  gånger den hos Jupiter cirkulerar planeten runt Epsilon Reticuli A med en genomsnittlig separation på 1,16 AE. Planetens excentricitet är extremt låg (0,06), och den har en omloppsperiod på 418 dygn eller 1,13 år. Stabilitetsanalys visar att planetens lagrangiska punkter skulle vara stabila nog för att kunna ge plats för planeter av jordens storlek, men hittills har inga sådana upptäckts.